# Bruce Graham
Bruce John Graham (La Cumbre, 1º dicembre 1925 – Hobe Sound, 6 marzo 2010) è stato un architetto colombiano naturalizzato statunitense.
È noto per avere realizzato alcuni dei grattacieli più famosi degli Stati Uniti, quali la Sears Tower (ora "Willis Tower") e il John Hancock Center di Chicago.

## Biografia
Cresciuto in Perù da padre banchiere internazionale di origini canadesi e di madre peruviana. Di madrelingua spagnola, frequenta il Colegio San Jose de Río Piedras, in Porto Rico, diplomandosi nel 1944. Si trasferisce quindi in Ohio, dove frequenta la l'Università di Dayton e la Case School of Applied Sciences, di Cleveland. Nel 1948 si laurea in Architettura all'Università della Pennsylvania.
Nel 1949 si trasferisce a Chicago per lavorare nello studio di architetti Holabird, Root and Burgee, e, nel 1951 entra a far parte dello Skidmore, Owings and Merrill, il più grande studio associato di architetti degli Stati Uniti, del quale assumerà la carica di direttore nel 1950.
Durante la sua carriera verrà coinvolto in molteplici aspetti nell'ambito dell'edilizia di Chicago, dal piano regolatore, alla costruzione di torri e grattacieli, all'allestimento di musei e mostre artistiche dal grande richiamo internazionale, fino all'edilizia privata.
Le sue opere troveranno sede anche al di fuori degli Stati Uniti, come Hong Kong, Londra, Il Cairo, Città del Guatemala, Seul e altre città. Ha tenuto corsi di Architettura nelle principali Università statunitensi, come la University of Pennsylvania e Harvard.
Era anche un grande collezionista d'arte, e strinse amicizie con grandi artisti quali Alexander Calder, Joan Miró, Henry Moore e Mies van der Rohe.
Morirà il 6 marzo 2010, all'età di 84 anni, a Hobe Sound, in Florida, per complicazioni causate dalla malattia di Alzheimer, di cui soffriva.
Il 14 ottobre 2010, la città di Chicago ha dedicato due vie in memoria di Graham, precisamente le strade a sud e ad est del John Hancock Center, uno dei suoi lavori più rappresentativi.

## Lavori rappresentativi
- 1958 - Inland Steel Building, Chicago, Illinois (USA)
- 1970 - John Hancock Center, Chicago, Illinois (USA)
- 1973 - Sears Tower (ora "Willis Tower"), Chicago, Illinois (USA)
- 1974 - First Wisconsin Plaza, Milwaukee, Wisconsin (USA)
- 1992 - Arts Hotel, Barcellona (Spagna)